# Вијетнам
Вијетнам (виј. Việt Nam), или званично Социјалистичка Република Вијетнам (виј.  (listenⓘ)) најисточнија је земља Индокинеског полуострва у југоисточној Азији. Граничи се са Кином на северу, Лаосом на западу, Камбоџом на југозападу, док је на истоку Јужно кинеско море. Број становника Вијетнама је 90 милиона, и по томе је Вијетнам тринаеста најмногољуднија земља на свету.
Са процењених 90,5 милион становника 2014, он је 13. земља по броју становника, и осма је најмногољуднија земља у Азији. Име Вијетнам у преводу значи „јужни Вијет“ (што је синонимно са знатно старијим термином Нам Вијет). Оно је први пут званично прихваћено 1802. од стране императора Гиа Лонга, и поновно је ушло у употребу 1945. са оснивањем Демократске Републике Вијетнама под Хо Ши Мином. Главни град је Ханој од уједињења Северног и Јужног Вијетнама 1976.
Вијетнам је био део Империјалне Кине више од хиљаду година, од 111. п. н. е. до 938. Вијетнамци су постали независни од Кинеске империје 938. године, након Вијетнамске победе у Бици на Бạч Дангу. Низ Вијетнамских краљевских династија је просперирао са географским и политичким растом ове нације у југоисточној Азији, док Индокинеско полуострво нису колонизовали Французи средином 19. века. Након Јапанске окупације из 1940, Вијетнамци су се супротставили Француској власти у Првом Индокинеском рату, коначно протерујући Французе 1954. Након тога, Вијетнам је био политички подељен у две ривалске државе, Северни и Јужни Вијетнам. Конфликт две стране се појачао, са тешком интервенцијом САД, током познатог Вијетнамског рата. Рат је завршен победом Северног Вијетнама 1975.
Вијетнам је био уједињен под комунистичком владом, али је остао осиромашен и политички изолован. Године 1986, влада је иницирала серију економских и политичких реформи чиме је почео Вијетнамски пут интеграције у светску економију. До 2000. године земља је успоставила дипломатске односе са свим међународно признатим државама. Од 2000. године вијетнамска стопа економског раста је била међу највишим у свету, и 2011. године Вијетнам је имао највиши глобални индекс генератора раста међу 11 главних економија. Успешне економске реформе довеле су до његовог приступања Светској трговинској организацији 2007. године.
Међутим, упркос напретка оствареног задњих година, земља се још увек суочава са диспаритетом у приступу здравственим услугама и недовољној равноправности полова.

## Географија
Северни Вијетнам (укључујући Ханој) има суптропску климу, док су централни и јужни региони тропски. Вијетнам са површином од 331.688 km² спада у групу средње великих земаља југоисточне Азије. Око 20% површине чине равнице, док је остатак планинског (40%) и брежуљкастог карактера (40%). Север земље се састоји из ушћа Црвене реке и планинског подручја са Пан Си Пангом (са 3.143 m надморске висине) на северозападу. Југ земље сачињавају равничарски предели око ушћа Меконга и планински делови око висоравни Тај Нујен. Клима је тропска, обележена честим монсунима. На северу је изражен пад температуре између новембра и априла. Температуре се крећу између 5 и 37 °C, просек падавина између 1200 и 3000 центиметара, док је просечна влажност ваздуха око 84%. Важнији градови су Ханој, Хо Ши Мин, Кан То, Да Нанг, Хајфонг, Ња Чанг и Хуе, а највеће острво је Фуквок.

## Историја
Историја Вијетнама према легендама почиње пре више од 4.000 година. Међутим, једини поуздани извори показују да историја Вијетнама почиње пре отприлике 2.700 година. Највећи део периода од 111. п. н. е. до почетка 10. века, Вијетнам је био под директном контролом кинеских династија. Вијетнам је поново стекао аутономију почетком 10 века, а пуну независност 938. И док је већи део своје историје Вијетнам био вазал суседне Кине, касније је одбијао узастопне кинеске покушаје да стави ову територију под своју контролу. Вијетнам је чак успео да одбије три инвазије Монгола током династије Јуан, када је Кина била под влашћу Монгола. Међутим, тадашњи краљ Тран Нан Тонг је дипломатским путем ипак постао вазал Јуан да би избегао даље сукобе. Период независности је кратко прекинут у другој половини 19. века, када је Француска колонизовала Вијетнам. Током Другог светског рата, Јапан је истерао Француску из Вијетнама, али је задржао француске управнике током своје окупације. Након рата Француска је покушала да поново успостави своју колонијалну власт, али на крају није успела. Женевским преговорима држава је подељена на два дела уз обећање да ће се након демократских избора поново ујединити држава. Међутим, подела је уместо мирног уједињења довела до Вијетнамског рата, који се у зависности од гледишта сматра грађанским ратом или још једним бојиштем тадашњег Хладног рата. Током тог периода, Северни Вијетнам су подржавали Народна Република Кина и Совјетски Савез, док је Јужни Вијетнам имао подршку САД. Након милионских жртава и повлачења САД из Вијетнама 1973, рат се окончао падом Сајгона под власт Северног Вијетнама априла 1975. Уједињени Вијетнам је преживео унутрашње репресије и био је изолован од међународне заједнице због инвазије Вијетнама на Камбоџу. Године 1986. Комунистичка партија Вијетнама је променила своју економску политику и почела реформе сличним онима у Кини.

## Становништво
Број становника Вијетнама се процењује на око 83,5 милиона. Становништво је у просеку веома младо; око 30% становништва је испод 14 година, док је само око 5% преко 65. Стопа пораста становништва се процењује на око 1,3%. Прогноза дужине живота жена тренутно износи 68, а мушкараца 64 године. Већина становништва Вијетнама живи у густо насељеним подручјима ушћа Црвене реке и Меконга, са израженом пољопривредном делатношћу. И поред аграрног порекла, више од 25% Вијетнамаца, живи у урбаним срединама великих градова. Око 88% становништва су Вијетнамци (Вијет или Кин). Поред тога су признате још 53 националне мањине. Највеће од њих су: Кинези (1,2 милиона), Таи, Кмери и остале мањине „брдски народи“. Пошто су припадници брдских народа, у индокинеским ратовима, као и у Вијетнамском рату, ратовали на страни Француске односно САД, после уједињења Вијетнама су били изложени репресалијама. У неким слојевима друштва нису ни данас радо виђени.

### Највећи градови
| 1.  | Хо Ши Мин    | 7.396.446 | Хајфонг Канто |
| 2.  | Ханој        | 6.472.200 | Хајфонг Канто |
| 3.  | Хајфонг      | 1.907.705 | Хајфонг Канто |
| 4.  | Канто        | 1.187.089 | Хајфонг Канто |
| 5.  | Да Нанг      | 887.069   | Хајфонг Канто |
| 6.  | Бијен Хоа    | 784.398   | Хајфонг Канто |
| 7.  | Ња Чанг      | 392.279   | Хајфонг Канто |
| 8.  | Буон Ме Туот | 340.000   | Хајфонг Канто |
| 9.  | Хуе          | 333.715   | Хајфонг Канто |
| 10. | Тај Нгујен   | 330.707   | Хајфонг Канто |

## Привреда
По извештају Међународног монетарног фонд (ИМФ) из 2012. године вијетнамски номинални ГДП је досегао УС$138 милијарде, са номиналним ГДП по становнику од $1.527. Према предвиђању Голдман Сакса из децембра 2005, вијетнамска економија ће постати 21. по величини у свету до 2025, са процењеним номиналним ГДП од $436 милијарди и номиналним ГДП по становнику од $4.357. Према предвиђању из 2008. PricewaterhouseCoopers агенције, Вијетнам ће вероватно бити најбрже растућа нова економија у свету до 2025, са могућим степеном раста од скоро 10% годишње у реалним доларима ХСБЦ је предвидео 2012. године да ће тотални ГДП Вијетнама престићи Норвешку, Сингапур и Португал до 2050.
Вијетнам је био током највећег дела своје историје предоминантно пољопривредна цивилизација базирана на узгоју пиринча. Такође је присутна рударска индустрија за ископавање боксита, важног материјала за производњу алуминијума. Међутим, Вијетнамски рат је уништио већи део аграрне економије земље, те је послератна влада имплементирала планску економију да би ревитализовала пољопривреду и индустријализовала нацију. Имплементирана је колективизација фарми, фабрика и економског капитала, и милионима људи је дато да раде у државним програмима. Деценијама након Вијетнамског рата, вијетнамска економија се суочавала са проблемима неефикасности и корупције у државним програмима, слабим квалитетом и недовољном продуктивношћу, и рестрикцијама економских активности. Такође је испаштала због послератног трговачког ембарга заведеног од стране Сједињених Држава и већег дела Европе. Ти проблеми су додатно компликовани ерозијом Совјетског блока, који је обухватао главне трговинске партнере Вијетнама, током касних 1980-их.
Године 1986, Шести национални конгрес Комунистичке партије је увео социјалистички оријентисане тржишне економске реформе као део Дои Мои реформног програма. Приватно власништво је подржано у индустрији, трговини и пољопривреди. У великој мери захваљујући тим реформама, Вијетнам је достигао око 8% годишњег ГДП пораста између 1990 и 1997, и економија је наставила да расте са годишњом стопом од око 7% од 2000 до 2005, чинећи Вијетнам једном од најбрже растућих економија на свету. Раст је остао снажан чак и усред глобалне рецесије касних 2000-их, одржавајући се на 6,8% у 2010, међутим судећи по ГСО процени вијетнамска инфлациона стопа је достигла 11,8% у децембру 2010. Вијетнамски донг је само у 2010. години девалвирао три пута.
Производња, информациона технологија и високо технолошке индустрије сад формирају велики и брзо растући део националне економије. Мада је Вијетнам релативни новајлија у нафтној индустрији, он је тренутно трећи по величини произвођач нафте у југоисточној Азији, са тоталном производном у 2011. години од 318.000 барела на дан (50.600 m3/d). У 2010. години, Вијетнам је био рангиран као осми по величини произвођач сирове нафте у Азији и Пацифичком региону. Попут својих кинеских суседа, Вијетнам наставља да користи централно планиране економске петогодишње планове.
Дубоко сиромаштво, дефинисано као проценат становништва које живи са мање од $1 на дан, је знатно опало у Вијетнаму, и релативна стопа сиромаштва је сад мања него у Кини, Индији, и Филипинима. Ово смањење стопе сиромаштва се може приписати правичним економским политикама чије је циљ унапређење животног стандарда и спречавања успона неједнакости; ове политике су обухватиле егалитарну дистрибуцију земљишта током иницијалних ступњева Дои Мои програма, инвестирање у сиромашне удаљене области, и субвенционисање образовања и здравствене заштите. На основу ИМФ извештаја, стопа незапослености у Вијетнаму је била 4,46% у 2012. години.

### Трговина
Од раних 2000-их, Вијетнам је спровео секвенцирану трговинску либерализацију, двоколосечни приступ отварања неких сектора привреде иностраном тржишту, а истовремено штитећи друге. Јула 2006, Вијетнам је обновио своје законодавство у погледу интелектуалне својине, тако да је сагласно са ТРИПС, и постао је члан СТО 11. јануара 2007. Вијетнам је сад једна од најотворенијих азијских економија: двосмерна трговина је вреднована око 160% ГДП 2006. године, што је више него двоструко веће од истовременог односа Кине, и више него четири пута веће од односа Индије. Главни трговачки партнери Вијетнама су Кина, Јапан, Аустралија, земље АСЕАН-а, Сједињене Државе и Западна Европа.
Вијетнамски царинска испостава је у јулу 2013. известила да је тотална вредност међународне робне размене за прву половину 2013. била УС$ 124 милијарди, што је 15,7% више него за исти период 2012. године. Мобилни телефони и њихови делови су били увожени и извожени у великим количинама, док је на тржишту природних ресурса, сирова нафта била највише рангирани експорт, а велике количине гвожђа и челика су увезене током тог периода. САД је била земља која је купила највећу количину вијетнамског извоза, док су кинеска добра била најпопуларнији вијетнамски увоз.
Као резултат неколико мера земљишних реформи, Вијетнам је постао велики извозник пољопривредних производа. Он је са највећи произвођач индијских ораха на свету, са једном трећином глобалне производње; највећи произвођач црног бибера, која чини једну трећину светског тржишта; други је по величини извозник пиринча, после Тајланда. Вијетнам је други по величини извозник кафе. Вијетнам има највећу пропорцију земље намењене узгоју перманентних усева – 6,93% – међу нацијама у ширем подрегиону Меконг. Други примарни извозни продукти су чај, гума, и рибљи производи. Пољопривредни удео вијетнамског ГДП је пао задњих деценија, опадајући са 42% у 1989. години до 20% у 2006, јер је продукција других сектора економије порасла.
Године 2014. земља је уговорила споразум о слободној трговини са Европском унијом који јој даје приступ ЕУ генерализованом систему преференци, који пружа преферентни приступ европским тржиштима земљама у развоју, путем умањених тарифа.

### Наука и технологија
Вијетнамски научници су развили многа академска поља током династијске ере, пре свега друштвене науке. Земља се поноси миленијумски дугачком традицијом аналитичких историја, као што је Đại Việt sử ký toàn thư краљевског историчара Нго Си Лиена. Вијетнамски монаси предвођени абдицираним царом Тран Нхан Тонгом су развили Trúc Lâm Zen грану филозофије у 13. веку. Аритметика и геометрија су биле нашироко предаване у Вијетнаму од 15. века, користећи као основу уџбеник Đại thành toán pháp који је написао Лионг Те Винх. Он је увео у Вијетнам појам броја нуле, док је Мак Хиен Тич користио термин số ẩn („непознат/тајан/скривен број“) за негативне бројеве. Вијетнамски научници су исто тако произвели бројне енциклопедије, као што је Vân đài loại ngữ писца Lê Quý Đôn.
У новије време, Вијетнамски научници су направили мноштво значајне доприноса у разним областима студија, пре свега у математици. Hoàng Tụy је био пионир у примењено математичком пољу глобалне оптимизације у 20. веку, док је Ngô Bảo Châu освојио Филдсову медаљу 2010. године за доказ фундаменталне леме у теорији аутоморфних форми. Вијетнам тренутно ради на развоју домаћег свемирског програма, и планира да конструише вијетнамски свемирски центар до 2018. који ће коштати УС$ 600 милиона. Вијетнам је такође направио знатан напредак у развоју робота, као што је ТОПИО хуманоидни модел. Године 2010, вијетнамска укупна државна потрошња на науку и технологију је била око 0,45% његовог ГДП.